# Коршунов, Константин Артемьевич
Константин Артемьевич Коршунов (9 мая 1881 — ?) — российский политический деятель, эсер, Георгиевский кавалер, член Всероссийского учредительного собрания.

## Биография
Родился в крестьянской семье. Выпускник Тверской мужской гимназии. В 1904 году окончил физико-математический факультет Московского университета. 
Участвовал в Русско-японской войне, в ходе её действий награждён первым Георгиевским крестом. 
С 1906 года под полицейским надзором. Член партии эсеров. Отбывал ссылку в Сибири.
В 1907 году жил в cеле Усть-Куда Иркутского уезда. 
В 1914 году старший унтер-офицер 45-го Сибирского стрелкового полка. 29 октября 1914 за отличия, оказанные в делах против неприятеля, награждён вторым Георгиевским крестом.
17 января 1915 года за боевые отличия на Юго-западном фронте произведён в прапорщики  45 Сибирского стрелкового полка. 
В 1917 году комиссар Временного правительства по Иркутскому уезду. 
В 1917 году жил в селе Урик Иркутского уезда. Входил в комиссию по земским делам Иркутской губернии вместе с П. Д. Яковлевым, А. Г. Бажиным, Г. П. Ассером, И. Д. Подгорным, М. А. Кравковым, В. П. Неупокоевым, И. Г. Салтыковым, Н. И. Жемойдиным и О. В. Копытовым. 8 августа 1917 вместе с другими членам комиссии подписал листовку о порядке выборов волостных гласных. 
В конце 1917 года был избран во Всероссийское учредительное собрание в Иркутском избирательном округе по списку № 1 (эсеры и Крестьянский союз). Был 4-м в списке иркутской организации эсеров, но получил место в связи с избранием В. Г. Архангельского, занимавшего второе место в иркутском списке, по Самарскому избирательному округу. 16 января объявлен избранным в Учредительное собрание.

## Комментарии
1. На предвыборном плакате допущена опечатка в инициалах — К. В. Коршунов[1], но контекст доказывает, что речь идёт именно о Константине Артемьевиче
2. ↑  На предвыборном плакате допущена опечатка в инициалах — К. В. Коршунов[1], но контекст доказывает, что речь идёт именно о Константине Артемьевиче
3. ↑  Судя по фотографии на превыборном плакате[1] (см. иллюстрацию) к осени 1917 года К. А. Коршунов был полным Георгиевским кавалером
4. ↑  23 мая 1920 года на Заседании Чрезвычайного революционного трибунала при Сибревкоме по делу Колчаковского правительства.  При допросе обвиняемого А. К. Клафтона обвинитель Гойхбарг заявил: Я тогда Вам напомню, Жардецкий не являлся ли к Коршунову... (Не слышно) о Новосёлове, благодаря которому, Новосёлов был оставлен в тюрьме, и, якобы, после его смерти, его вызывали: «прошу Вас, находящегося в тюрьме...». (Оглашается документ)[9]. Комментаторы этого текста полагают, что речь идёт Константине Артемьевиче Коршунове[9]. На наш взгляд (ВП), никаких дополнительных оснований считать, что Коршунов в 1918 году находился в Омске и принимал там решения, от которых зависела жизнь членов его же партии (А. Е. Новосёлов был эсером),  нет.